# Leptaulus congolanus
Leptaulus congolanus là một loài thực vật có hoa trong họ Cardiopteridaceae. Loài này được (Baill.) Lobr.-Callen & Villiers mô tả khoa học đầu tiên năm 1971.